# Convento de Ajuda
El Convento de Ajuda fue el primer monasterio femenino de la ciudad de Río de Janeiro, Brasil. Fue fundado por monjas clarisas del Convento de Santa Clara do Desterro de Salvador. Se ubicaba cerca de donde hoy se encuentra el Cine Odeon, en el barrio carioca de Cinelandia.
Fue inaugurado el 30 de marzo de 1795 y en su primer año contó con 23 novicias llegando a 57 en 1766. Era considerado como un convento de élite porque las religiosas provenían, generalmente, de familias adineradas. La iglesia del convento era una de las más lujosas de la ciudad. En 1795, el virrey conde de Resente donó la Fuente de Saracuras, obra del Maestro Valentim, al convento. La fuente aún existe pero está ubicada en la Plaza General Osório en el barrio de Ipanema. En los primeros años del siglo XIX recibió los restos mortales de la reina María I antes de que fuera trasladada a la Basílica de la Estrella en Lisboa.
El Convento ocupaba un extenso terreno que abarca lo que hoy es la Plaza Floriano (actual Cinelandia) desde el actual Teatro Municipal hasta los jardines donde se levantó el también derruido Palacio Monroe. Existió hasta 1911 cuando fue demolido durante las reformas urbanas que fueron iniciadas por la gestión de Pereira Passos. El terreno fue vendido a la Compañía Light & Power que pretendió construir un hotel sin embargo, no prosperó. Luego de estar años abandonado, albergó temporalmente un parque de diversiones y, en la década de 1920, recibió varios edificios de cines y teatros.
Las monjas se mudaron al barrio de Tijuca y, luego, para un edificio en Vila Isabel que existe hasta hoy. 